# Первинна сцена
Первинна сцена (нім. Urszene) — у психоаналізі це теорія початкової несвідомої фантазії дитини про статевий акт між батьками, який організовує психосексуальний розвиток цієї дитини.
Вираз «первинна сцена» стосується видовища сексуальних стосунків між батьками, яке дитина спостерігає, створює чи фантазує, що інтерпретується дитиною як сцена насильства. Теорія припускає, що сцена не розуміється дитиною, залишаючись загадковою, але водночас провокуючи сексуальне збудження.

## Погляди Фрейда

### Еволюція
Термін вперше з'явився в опублікованій роботі Фрейда щодо випадку «Людини-вовка» (1918b [1914]), але поняття сексуальної пам'яті, пережитої надто рано, щоб бути перекладено у словесні образи, і, таким чином, може повернутися в форма симптомів конверсії або одержимостей, була частиною його мислення ще в 1896 році [про що свідчить його лист від 30 травня того ж року до Вільгельма Флісса, де він згадує про «надлишок сексуальності», який «перешкоджає перекладу» (1950a, pp. 229–230)]. Тут Фрейд вже близький до моделі травми та її «відкладеного» ефекту. Наступного року, у своєму листі до Фліса від 2 травня, Фрейд вперше використовує справжній термін Первинна сцена; і вказує приблизний вік, коли, за його оцінками, діти були здатні «чути речі», які вони зрозуміли б лише «згодом», як шість або сім місяців (SE 1, с. 247). Тема батьківського статевого акту, який є свідком дитини, також виникла, хоча й у старшої дитини, у випадку «Катарини» в «Дослідженнях істерії» (1895d), і Фрейд знову згадав її в «Тлумаченні сновидінь» з фантазія юнака, який мріяв спостерігати за зляганням своїх батьків під час його життя в утробі матері (1900a [доповнення 1909], стор. 399–400).

### Фантастика чи реальність?
Фрейд наполегливо намагався вирішити, чи була первісна сцена фантазією чи реальним фактом; перш за все, він наголошував на власній фантазійній інтерпретації дитиною сцени як насильства над матір'ю з боку батька. Він зайшов так далеко в «Про сексуальні теорії дітей» (1908c, стор. 221), щоб знайти міру виправдання того, що він назвав «садистською концепцією статевого акту», припускаючи, що, хоча дитина може перебільшувати, сприйняття справжньої огиди до статевого акту з боку матері викликає страх іншої вагітності може бути досить точним. Однак у випадку з «Маленьким Гансом» насильство було пояснено в термінах заборони: Ганс вважав це подібним до «розбиття шибки або прориву в замкнутий простір» (1909b, с. 41).
Історія хвороби Людини-Вовка дала Фройду можливість не лише дослідити питання реальності первісної сцени, але й висунути ідею про те, що вона лежить в основі дитячого (а згодом і дорослого) неврозу: сексуальний розвиток дитини був «позитивно розщеплений нею» (1918b [1914), стор. 43–44). Однак у своїх Вступних лекціях він доводив універсальність фантазії первинної сцени (як і сексуальні теорії дітей): її можна зустріти в усіх невротиків, якщо не в кожній людині (Фрейд, 1915f), і вона відноситься до категорії «первісних» фантазій. Однак виявляється, що він не має однакової сили для всіх людей. Пізніше Фрейд відводить центральне місце первинній сцені у своєму аналізі Марі Бонапарт, хоча в її випадку сцена відбувалася між її нянею та нареченим (Бонапарт, 1950–53).
Розглядаючись як реальна подія, а не як чиста фантазія, реконструйована ретроспективно (як у випадку з zurückphantasieren Карла Юнга), первісна сцена мала набагато більш помітний травматичний вплив, і це спонукало Фрейда наполягати на «реальності» такі сцени, таким чином повертаючись до дискусії про подійну (або «історичну») реальність проти психічної реальності. Однак, окрім проблеми самої сцени, таким чином було піднято весь предмет фантазії (у п'ятому розділі історії про Людину-Вовка [1918b, стор. 48–60]), обговорюваних у термінах, які Фрейд знову використає пізніше в Constructions in Analysis (1937d).
На думку Фрейда, справа не тільки в тому, що техніка психоаналізу вимагала, щоб фантазії розглядалися як реальність, щоб надати їх виклику всю необхідну силу, але й те, що багато «реальних» сцен не були доступні шляхом спогаду, а виключно через мрії. Чи була сцена побудована з елементів, які спостерігалися деінде та в іншому контексті (наприклад, коїтус тварини, перенесений на батьків); відновлені на основі підказок (таких як закривавлені аркуші); або спостерігалося безпосередньо, але у віці, коли дитина ще не мала відповідних словесних образів у своєму розпорядженні; принципово не змінив основних фактів справи: «Я маю намір у цьому випадку, — писав Фрейд, — завершити дискусію про реальність первинної сцени словом non liquet» (1918b, стор. 60).

## Кляйніанські інтерпретації
Погляд Мелані Кляйн на первинну сцену відрізнявся від погляду Фрейда, бо там, де Фрейд бачив загадкове сприйняття насильства, вона бачила проективні фантазії дитини. Кляйн вважав, що цікавість дитини спочатку викликала первісна сцена, і що зазвичай дитина відчувала себе збудженою та відчуженою первинною сценою. Сексуальні стосунки між батьками, уявлені як безперервні, також є основою «комбінованої батьківської фігури», мати й батько розглядаються як замкнені у взаємному (але виключаючому) задоволенні.
Там, де Кляйн наголошував на тому, як немовля проектує ворожі та деструктивні тенденції на первинну сцену, причому мати зображена в цьому так само небезпечною для батька, як і батько для неї, пізніші клейніанці, такі як Джон Штайнер, наголошували на творчому аспекті первинна сцена; і необхідність аналізу подолання розколу його образу між закоханою парою з одного боку та об'єднаною батьківською фігурою, замкненою в ненависті.

## Загальна характеристика
Первинна сцена невіддільна від сексуальних теорій дитинства, які вона створює. Це тривожне уявлення, яке водночас визнає і заперечує знайомі якості батьків, виключає дитину, навіть якщо це стосується їх, як свідок лібідного збудження, яке дитина відчуває у відповідь. Отто Феніхель наголошував на травматичній природі надмірного хвилювання, яке відчуває дитина, яке вона не в змозі обробити — те, що він назвав «приголомшливою невідомістю».
Особливість первинної сцени полягає в тому, що суб'єкт одночасно і суперечливо переживає появу невідомого в знайомому світі, до якого він пов'язаний життєвими потребами, очікуванням насолоди та самооцінкою. що це відбивається назад до них. Відсутність загальної міри між емоційним і психосексуальним досвідом дитини та словами, які могли б описати первинну сцену, створює прірву, яку сексуальні теорії дитинства намагаються подолати. Садистське прочитання сцени поєднує дитячу цікавість як до походження, так і до кінця життя в уявленні, в якому смерть і життя справді злиті.
Кандидатські дисертації про первісну сцену почали з'являтися з 1970-х років. Докторська дисертація М. Ф. Гойта під назвою «Первинна сцена: дослідження фантазії та сприйняття батьківської сексуальності» було подано до Єльського університету. ҐГрунтуючись на приблизно 400 вибірках студентів коледжу, Гойт зробив висновок, що приблизно 20 % респондентів повідомили, що насправді бачили (наочно та/або на звук), як їхні батьки вступають у сексуальні стосунки. Висновок цього дослідження показав, що первісна сцена сама по собі не обов'язково є шкідливою; травматичні чи патогенні наслідки зазвичай виникають лише в контексті загальної жорстокості чи порушених сімейних стосунків. Частина докторської дисертації Пола Окамі в Каліфорнійському університеті Лос-Анджелеса в 1990-х роках була опублікована в Journal of Sex Research у 1995 році.

## Інші претензії до фрази «первинна сцена»

### Інтертекстуальні читання
Нед Лукачер запропонував використовувати цей термін у літературній критиці для позначення свого роду інтертекстуальності, у якій здатність інтерпретувати один текст залежить від значення іншого тексту. Це «інтерпретаційний глухий кут, який виникає, коли читач має вагомі підстави вважати, що значення одного тексту історично залежить від значення іншого тексту або від раніше не поміченого набору критеріїв, навіть якщо не існує переконливих доказових або архівних засобів для встановлення цього поза розумним сумнівом».

## Культурні приклади
- Мейнард Соломон інтерпретує чотири записані сни Бетховена як усі зосереджені на первісній сцені, причому композитор або як учасник, або як безсилий сторонній спостерігач.[7]

## Подальше читання
- Bonaparte, Marie. (1950–53). Five copy-books. Translated by Nancy Procter-Gregg. London: Imago.
- Freud, Sigmund. (1900a). The interpretation of dreams. Part I, SE, 4: 1-338; Part II, SE, 5: 339—625.

——. (1908c). On the sexual theories of children. SE, 9: 205—226.
——. (1909b). Analysis of a phobia in a five-year-old boy. SE, 10: 1-149.
——. (1915f). A case of paranoia running counter to the psycho-analytic theory of the disease. SE, 14: 261—272.
——. (1918b [1914]). From the history of an infantile neurosis. SE, 17: 1-122.
——. (1937d). Constructions in analysis. SE, 23: 255—269.
——. (1950a [1887-1902]). Extracts from the Fliess papers. SE, 1: 173—280.
- Freud, Sigmund, and Breuer, Josef. (1895d). Studies on hysteria. SE, 2: 48-106.
- Hoyt, M.F. (1978). Primal scene experiences as recalled and reported by college students. Psychiatry, 41, 57-71.
- Hoyt, M.F. (1979). Primal scene experiences: Quantitative assessment of an interview study. Archives of Sexual Behavior, 8, 225—245.
- Klein, Melanie. (1961). Narrative of a child analysis. The conduct of the psychoanalysis of children as seen in the treatment of a ten-year-old boy. New York: Basic Books.
- Laplanche, Jean. (1989). New foundations for psychoanalysis (David Macey, Trans.). Oxford: Blackwell.
- Mijolla-Mellor, Sophie de. (1999). Les Mythes magicosexuelles sur l'origine et sur la fin. Topique, 68.
- Paul Okami (1995). Childhood exposure to parental nudity, parent-child co-sleeping, and 'primal scenes': a review of clinical opinion and empirical evidence. Journal of Sex Research, 32(1), 51-64.
- Paul Okami, Richard Olmstead, Paul R. Abramson and Laura Pendleton, "Early childhood exposure to parental nudity and scenes of parental sexuality ('primal scenes'): an 18-year longitudinal study of outcome, " Archives of Sexual Behavior 27.4 (1998) 361–84, preview available.
- Arlow, Jacob A. (1980). The revenge motive in the primal scene. Journal of the American Psychoanalytic Association, 28, 519—542.
- Aron, Lewis. (1995). The internalized primal scene. Psychoanalytic Dialogues, 5, 195—238.
- Greenacre, Phyllis. (1973). The primal scene and the sense of reality. Psychoanalytic Quarterly, 42, 10-41.